# Symondsbury
Symondsbury è un villaggio e parrocchia civile dell'Inghilterra, appartenente alla contea del Dorset.

## Origini del nome
Il nome Symondsbury deriva dall'inglese antico e significa "collina" o "montagnola" (beorg) che appartiene ad un uomo di nome Sigemund. È menzionata come Simondesberge nel Domesday Book del 1086.